# Tolomeo Menfite

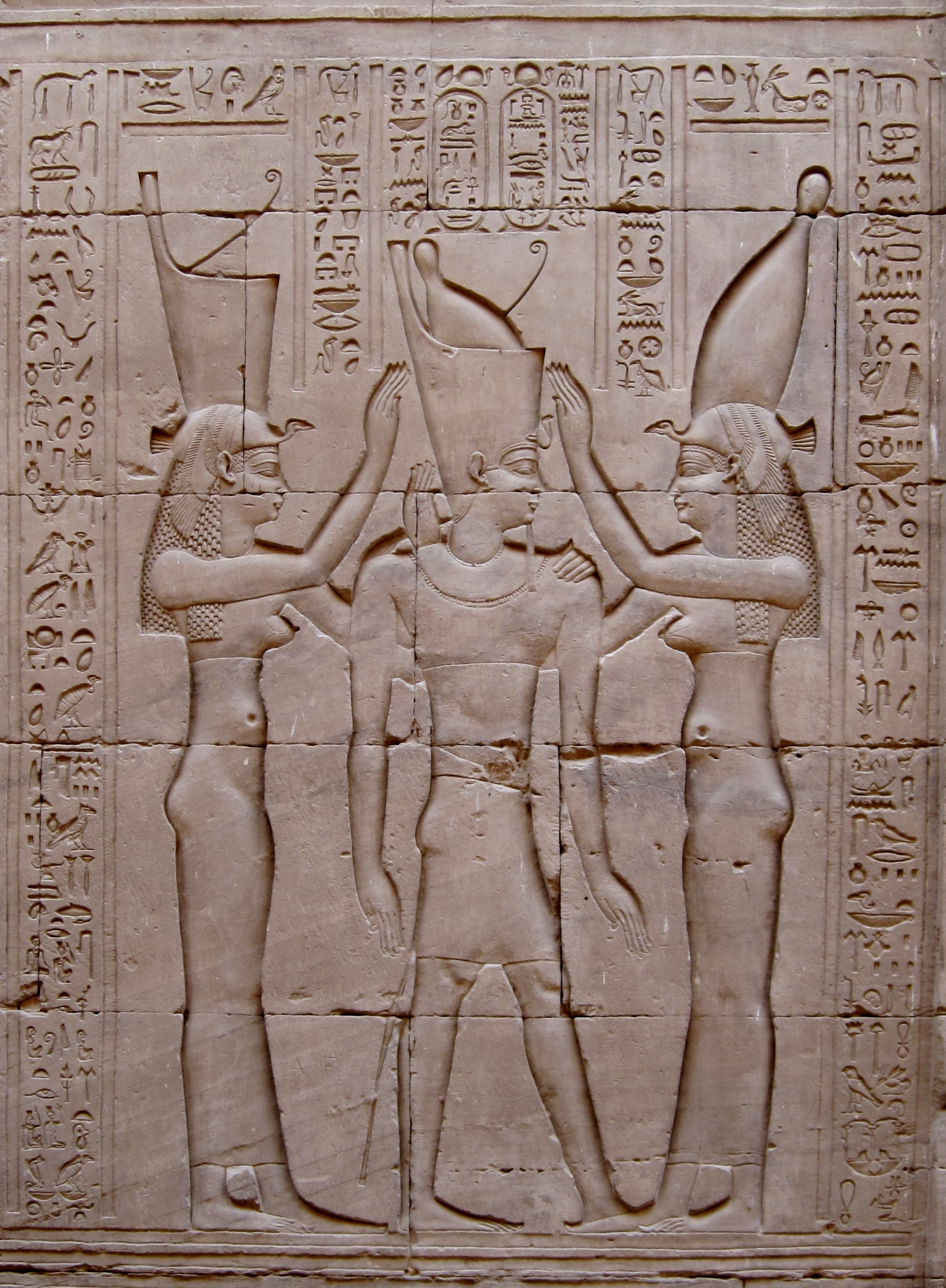
Rilievo raffigurante Tolomeo VIII, padre di Tolomeo Menfite, tra le dee Uadjet (l'alto Egitto) e Nekhbet (il basso Egitto) (Tempio di Horus, Edfu)

Tolomeo Menfìte (in greco antico: Πτολεμαῖος Μεμφίτης?, Ptolemàios Memphìtēs; Menfi, 144 a.C. – Cipro, 130 a.C.) è stato un principe egizio appartenente al periodo tolemaico.

## Origini familiari
Tolomeo Menfite era figlio di Tolomeo VIII Evergete Fiscone, faraone d'Egitto, e di Cleopatra II. Era quindi fratellastro di Tolomeo Eupatore, Cleopatra Tea, Cleopatra III e Tolomeo Neo Filopatore (figli della madre e di Tolomeo VI Filometore), di Cleopatra IV, Tolomeo IX, Cleopatra Selene, Tolomeo X e Cleopatra VI (figli del padre e di Cleopatra III) e di Tolomeo Apione (figlio naturale del padre).

## Biografia
Tolomeo Menfite nacque nello stesso anno dell'autoproclamazione del padre a Re d'Egitto e venne presentato alla classe sacerdotale egizia di Menfi. Tolomeo VIII fece così in modo da guadagnarsi anche l'appoggio dei sacerdoti della religione egizia presentando la triade divina di padre, figlio e sorella-moglie-madre. Poiché Cleopatra II non aveva ancora dimenticato l'assassinio del figlio Tolomeo VII compiuto dal marito di allora, la grande importanza del neonato, oltre a favorire Tolomeo VIII davanti agli occhi dei nativi egizi, lo sfavoriva offrendo a Cleopatra un nuovo ragazzo da usare contro di lui. Nel frattempo Tolomeo VIII ebbe altri cinque figli da Cleopatra III, la figlia di primo letto di Cleopatra II, una situazione preoccupante per la regina più anziana. Tra il 132 e il 131 a.C. Cleopatra II riuscì a portare a termine i suoi piani: una rivolta assaltò il palazzo di Tolomeo VIII e il faraone, Cleopatra III e i loro figli vennero esiliati a Cipro. Allo stesso tempo Tolomeo Menfite era stato mandato per sicurezza dalla madre in Cirenaica; Tolomeo VIII convinse però il giovane a raggiungerlo sull'isola di Cipro e lì si fece riconoscere dal figlio come unico sovrano legittimo insieme a Cleopatra III. Cleopatra II per risposta si proclamò unica sovrana del regno e l'unico modo che ebbe Tolomeo VIII per far decadere ogni sua pretesa fu di ordinare l'assassinio di Tolomeo Menfite: il giovane venne quindi ucciso nel 130 a.C. Si dice che Tolomeo VIII abbia fatto smembrare il corpo del figlio e lo abbia mandato in una cesta ad Alessandria dalla madre; questo episodio viene citato da molti storiografi antichi come massimo esempio della crudeltà di Tolomeo VIII.

## Ascendenza
|                 |            |             | Genitori               |  |  | Nonni |  |  | Bisnonni   |  |  | Trisnonni   |  |
|                 |            |             |                        |  |  |       |  |  | Tolomeo IV |  |  | Tolomeo III |  |
|                 |            |             |                        |  |  |       |  |  | Tolomeo IV |  |  | Tolomeo III |  |
|                 |            | Berenice II |                        |  |  |       |  |  | Tolomeo IV |  |  |             |  |
| Tolomeo V       |            |             |                        |  |  |       |  |  | Tolomeo IV |  |  |             |  |
|                 |            | Arsinoe III | Tolomeo III            |  |  |       |  |  |            |  |  |             |  |
|                 |            | Arsinoe III | Tolomeo III            |  |  |       |  |  |            |  |  |             |  |
|                 |            | Arsinoe III | Berenice II            |  |  |       |  |  |            |  |  |             |  |
| Tolomeo VIII    |            | Arsinoe III |                        |  |  |       |  |  |            |  |  |             |  |
|                 |            | Antioco III | Seleuco II             |  |  |       |  |  |            |  |  |             |  |
|                 |            | Antioco III | Seleuco II             |  |  |       |  |  |            |  |  |             |  |
|                 |            | Antioco III | Laodice II             |  |  |       |  |  |            |  |  |             |  |
| Cleopatra I     |            | Antioco III |                        |  |  |       |  |  |            |  |  |             |  |
|                 |            | Laodice III | Mitridate II del Ponto |  |  |       |  |  |            |  |  |             |  |
|                 |            | Laodice III | Mitridate II del Ponto |  |  |       |  |  |            |  |  |             |  |
|                 |            | Laodice III | Laodice                |  |  |       |  |  |            |  |  |             |  |
| Tolomeo Menfite |            | Laodice III |                        |  |  |       |  |  |            |  |  |             |  |
|                 | Tolomeo IV | Tolomeo III |                        |  |  |       |  |  |            |  |  |             |  |
|                 | Tolomeo IV | Tolomeo III |                        |  |  |       |  |  |            |  |  |             |  |
|                 | Tolomeo IV | Berenice II |                        |  |  |       |  |  |            |  |  |             |  |
| Tolomeo V       | Tolomeo IV |             |                        |  |  |       |  |  |            |  |  |             |  |
|                 |            | Arsinoe III | Tolomeo III            |  |  |       |  |  |            |  |  |             |  |
|                 |            | Arsinoe III | Tolomeo III            |  |  |       |  |  |            |  |  |             |  |
|                 |            | Arsinoe III | Berenice II            |  |  |       |  |  |            |  |  |             |  |
| Cleopatra II    |            | Arsinoe III |                        |  |  |       |  |  |            |  |  |             |  |
|                 |            | Antioco III | Seleuco II             |  |  |       |  |  |            |  |  |             |  |
|                 |            | Antioco III | Seleuco II             |  |  |       |  |  |            |  |  |             |  |
|                 |            | Antioco III | Laodice II             |  |  |       |  |  |            |  |  |             |  |
| Cleopatra I     |            | Antioco III |                        |  |  |       |  |  |            |  |  |             |  |
|                 |            | Laodice III | Mitridate II del Ponto |  |  |       |  |  |            |  |  |             |  |
|                 |            | Laodice III | Mitridate II del Ponto |  |  |       |  |  |            |  |  |             |  |
|                 |            | Laodice III | Laodice                |  |  |       |  |  |            |  |  |             |  |
|                 |            | Laodice III |                        |  |  |       |  |  |            |  |  |             |  |